# Карлос Алберто Рафо
Карлос Алберто Рафо (шп. Carlos Alberto Raffo; Буенос Ајрес, Аргентина, 10. април 1926 — Гвајакил, Еквадор, 18. октобар 2013) је био аргентински фудбалер који је играо на позицији нападача. Иако је рођен у Аргентини, добио је и еквадорско држављанство и играо је за Еквадор. Имао је здравствених проблема и преминуо је у болници у Гвагилу у Еквадору у 87. години

## Интернационална каријера
Рафо је играо међународни фудбал за Еквадор између 1959. и 1963. године, постигао је 10 голова на 13 утакмица за репрезентавцију Еквадора. Био је најбољи стрелац Копа Америка у 1963. Он је једини играч Еквадора који је до сада постигао овај резултат.